# Hamid Lounaouci
 (décembre 2014).
Hamid Lounaouci est un homme politique algérien né le 3 avril 1955 à Tizi-Ouzou en Algérie.

## Biographie
Membre fondateur de la Ligue algérienne pour la défense des droits de l'homme, Hamid Lounaouci était militant du Front des forces socialistes (FFS), fondé par Hocine Aït Ahmed, il quitte cette formation politique en 1991 pour rejoindre le Rassemblement pour la Culture et la Démocratie (RCD), parti dirigé par Saïd Sadi. Il sera élu député sous la bannière de ce parti le 5 juin 1997 et devient président du groupe parlementaire du RCD. Au lendemain de l'arrivée au pouvoir du président Abdelaziz Bouteflika, en avril 1999, son parti rejoint la coalition gouvernementale et le désigne, ainsi que Amara Benyounès pour être ministre au sein de l'exécutif algérien. Le 24 décembre 1999, il entre donc au gouvernement comme ministre des Transports,. Poste qu'il quitte en 2002 à la demande de son parti. Le RCD voulait ainsi protester contre la répression féroce qui s'était abattue sur la jeunesse kabyle au cours de ce qui sera appelé le Printemps noir. 
En novembre 2008, Hamid Lounaouci démissionne du RCD. Progressivement, il prend ses distances avec l'opposition et finit par se rapprocher du pouvoir des généraux. En décembre 2011, il signe une pétition en faveur du général-major à la retraite Khaled Nezzar poursuivi pour faits de tortures par la justice helvétique à la suite d'une plainte de ressortissants algériens.
Cet homme politique est souvent décrié par ses deux anciens partis, le RCD et le FFS. Ils considèrent qu'il est trop proche des dogmes du régime algérien. Lorsqu'il était ministre des Transports, Hamid Lounaouci avait refusé que Taoufik Ben Brik le journaliste tunisien, opposant au président Ben Ali prenne l'avion d'Air Algérie qui devait le transporter de Tunis vers Alger. 
En juin 2021, il est nommé conseiller auprès du président de la République Abdelmadjid Tebboune, chargé des organisations non gouvernementales (ONG).
Son frère est Mouloud Lounaouci, linguiste et homme politique.